# Pavel Zedníček
Pavel Zedníček (ur. 1 listopada 1949 w Hoštice-Heroltice) – czeski aktor.

## Życiorys
W 1973 roku ukończył Akademię Sztuk Scenicznych im. Leoša Janáčka w Brnie. W 1975 roku pojawił się po raz pierwszy w filmie.

## Filmografia
- 1981: Śnieżyca
- 1984: Fešák Hubert
- 1988: Dobří holubi se vracejí
- 1988: Anioł uwodzi diabła
- 1993: Powrót Arabeli
- 1993: Anielskie oczy
- 2004: Kawałek nieba